# Shinnecock Hills Golf Club
De Shinnecock Hills Golf Club is een golfclub in de Verenigde Staten. De club werd opgericht in 1931 en bevindt zich in Southampton, New York. De club beschikt over een 18-holes golfbaan en werd ontworpen door de golfbaanarchitect Willie Dunn.

## Golftoernooien
De club ontving meermaals verscheidene golftoernooien: US Open, US Amateur en de Walker Cup.
De lengte van de baan voor de heren is 6397 m met een par van 70. De course rating is 74,5 en de slope rating is 140.
- US Open: 1896, 1986, 1995, 2004 & 2018[5][6][7]
- US Amateur: 1896[5]
- Walker Cup: 1977[5]

## Trivia
- De Shinnecock Hills Golf Club was een van de vijf golfclubs die de United States Golf Association oprichtte. De overige clubs waren de Chicago Golf Club, de Newport Country Club, The Country Club en de Saint Andrew's Golf Club.[3]